# Уотт-Эванс, Лоуренс
Лоуренс Уотт-Эванс (англ. Lawrence Watt-Evans; род. 1954) — американский писатель жанра фантастики и фэнтези.

## Биография
Лоуренс родился 26 июля 1954 года на ферме в штате Массачусетс. После окончания школы, Уотт-Эванс поступил в Принстонский университет. Обучение он не закончил, некоторое время работал на фабрике по производству лестниц, в супермаркете, ресторане, коммивояжёром. Несколько раз восстанавливался в университет, но в 1980 году окончательно оставил учёбу.
Первая публикация Лоуренса была в августовском номере журнала «American Atheist» за 1975 год. Это был рассказ «Параноидальное фэнтези #1» (англ. Paranoid Fantasy #1), который в 1984 году попал в антологию «100 Great Fantasy Short Short Stories».
В 1980 году Лоуренс Уотт-Эванс опубликовал свой первый роман — «The Lure of the Basilisk», ставший началом тетралогии «Lords of Dus».
С 1994 по 1996 год Лоуренс был президентом Ассоциации авторов романов ужасов, преподавал в нескольких писательских мастерских. В 1992 выпустил первый авторский сборник, «Crosstime Traffic». Второй сборник, «Celestial Debris», вышел в 2002 году.

### Личная жизнь
Сейчас Лоуренс Уотт-Эванс проживает в Мэриленде вместе с женой и двумя детьми.

## Дополнительный бизнес
Лоуренс является членом Ассоциации авторов научной фантастики и фэнтези Америки, совладельцем небольшого бара и ресторана, а также магазина комиксов.

### Этшар
Цикл «Легенды Этшара» (Legends of Ethshar) — о фэнтезийном мире, населённом волшебниками, колдунами, героями и прочее.
- роман «Заклинание с изъяном» (The Misenchanted Sword), 1985 год;
- роман «С единственным заклинанием» (With a Single Spell), 1987 год;
- роман «Военачальник поневоле» (The Unwilling Warlord), 1989 год;
- роман «Кровь дракона» (The Blood of a Dragon), 1991 год;
- повесть «Portrait of a Hero», 1991 год;
- роман «Волшебная дорога» (Taking Flight), 1993 год[1];
- роман «Заклятие Чёрного Кинжала» (The Spell of the Black Dagger), 1993 год;
- повесть «The Guardswoman», 1995 год;
- повесть «Sirinita’s Dragon», 1995 год;
- повесть «The Bloodstone», 1996 год;
- повесть «Ingredients», 1998 год;
- рассказ «Ночной полёт» (Night Flight), 1999 год — в России публиковалась в журнале «Если»[2];
- повесть «Weaving Spells», 1999 год;
- роман «Ночь безумия» (Night of Madness), 2000 год;
- роман «Ithanalin’s Restoration», 2002 год;
- роман «The Spriggan Mirror», 2006 год;
- роман «The Vondish Ambassador», 2007 год.

### Ненужная война
Цикл «Киборг и чародеи» (War Surplus) — о приключениях воина-киборга на планете чародеев.
- роман «Киборг и чародеи» (The Cyborg and the Sorcerers), 1982 год;
- роман «Маг и боевой звездолёт» (The Wizard and the War Machine), 1987 год.

### Хроники Обсидиана
Трилогия «Хроники Обсидиана» (Obsidian Chronicles) — о фэнтезийном мире.
- роман «Драконья погода» (Dragon Weather), 1999 год;
- роман «Общество Дракона» (The Dragon Society), 2001 год;
- роман «Яд дракона» (Dragon Venom), 2003 год.

### Межавторские циклы
- Цикл Фармера «Мир Реки»: повесть «Старые солдаты» (Old Soldiers), 1993 год.
- Цикл «Мифы Ктулху. Свободные продолжения». Рассказ «Pickman’s Modem» 1992 года для антологии Дж. Тёрнера «Cthulhu 2000: A Lovecraftian Anthology» (1995 год).
- Серия «Хищник»: романы «Холодная война» (Cold War) в 1993 году (в соавторстве с Верхайденом М.) и «Бетонные джунгли» (Concrete Jungle) 1995 года.
- Серия «Звёздный путь»: романы «Гибель богов (Рагнарёк)» (Ragnarok) для сериала «Вояджер» и «Вальхалла» (Valhalla) для сериала «Глубокий космос 9»; оба в 1995 году.
- Цикл о Человеке Пауке: «Goblin Moon», 1999 год, в соавторстве.
- «Гарольд Ши» (Harold Shea) или «Дипломированный чародей» (Enchanter). Авторы цикла: Флетчер Прэтт и Лион Спрэг Де Камп. В 2005 году Лоуренс написал для чародея рассказ «Return to Xanadu».

### Другие произведения
- роман «Параноидальная фантазия #1» (Paranoid Fantasy #1), 1975 год;
- рассказ «Ночь в местном баре» (One Night at a Local Bar), 1980 год;
- рассказ «Почему я ушёл из „Ночного гамбургера“» (Why I Left Harry’s All-Night Hamburgers), 1987 год[3];
- рассказ «Карен в бесконечности» (An Infinity of Karen), 1988 год;
- рассказ «Windwagon Smith and the Martians», 1989 год;
- роман «Смертельное солнце» (Nightside City), 1989 год;
- рассказ «Летающая тарелка с номерными знаками Миннесоты» (A Flying Saucer with Minnesota Plates), 1991 год;
- рассказ «Новые миры» (New Worlds), 1991 год;
- рассказ «Чудовище похищает девушку по приказу безумного учёного!» (Monster Kidnaps Girl at Mad Scientist’s Command!), 1992 год;
- рассказ «Штормовой десант» (Storm Trooper), 1992 год;
- рассказ «По фактической стоимости» (For Value Received), 1994 год;
- рассказ «Один из парней» (One of the Boys), 1995 год[4];
- роман «Отмеченный богами» (Touched by the Gods), 1997 год.

## Награды
- 1988 год — Премия «Хьюго», в номинации Рассказ (Short Story) за «Почему я ушёл из „Ночного гамбургера“» (1987 год).
- 1988 год — Премия «Asimov’s Readers' Awards», в номинации Рассказ за «Почему я ушёл из „Ночного гамбургера“» (1987 год).
- 1990 год — Премия «Asimov’s Readers' Awards», в номинации Рассказ за «Windwagon Smith and the Martians» (1989 год).